# 卢丛璧
卢丛璧（602年—664年10月3日），名不详，字丛璧，涿郡范阳县（今河北省涿州市）人，出自范阳卢氏南祖，唐高宗李治的乳母之一。

## 生平
武德二年（619年），卢丛璧虚龄十八岁时嫁给杜才干。贞观元年（627年）十二月，杜才干卷入谋反事件，卢丛璧连带受罚被没收财产进入后宫。李治出生后，卢丛璧被选为李治的乳母。貞觀十七年（643年），唐太宗李世民下诏说：“卢丛璧资质温和委婉，志向操行贤明和淑，早年就在皇宫保护养育皇储，日夜勤劳，始终忠诚顺从。应该超越常规制度，赐给诏命。封卢丛璧为范阳郡三品夫人。”'
卢丛璧有一次随李治在御花园中游玩，李治所乘的马在经过水流时忽然卧倒在水中，卢丛璧赶紧从马上跳到水中去扶持李治。唐太宗听说后赞叹良久，对侍从大臣说：“哺育的恩情，几乎等同于养育，卢丛璧又跳马下水，不顾性命。”当日李治和卢丛璧回宫，卢丛璧加为二品夫人，获赐绢五十匹，唐太宗派人对卢丛璧加以慰问。唐太宗又下口诏说：“我儿子在后宫中长大，经常接近侍臣和卧室，从不看一人，这难道不是卢丛璧尽心竭力，才达到的结果？”又赐给卢丛璧一百斤黄金。唐太宗去世后，唐高宗守丧期间后宫事务繁忙，委任卢丛璧以重任，卢丛璧处理得当，进封为一品夫人，很快又被封为燕国夫人。卢丛璧受到唐高宗的恩宠后，屡次向唐高宗申诉杜才干是受到诬陷而冤枉的。唐高宗说：“这是先朝时候的事情，朕怎么敢追改先朝的事？”最终也没有答应。麟德元年九月，卢丛璧患病，唐高宗不断派使者探望，又派名医诊断，赐给敕书说：“昨天得到书信听说您患病，不知今天情况如何。应该将养休息，以化解我的忧思挂念。”唐高宗又再派使者问候卢丛璧，下达的旨意连绵不绝，对待的礼节如同家人一样。卢丛璧临终前又请求与杜才干合葬，唐高宗以杜才干在先朝被定罪，还是没有答应。九月八日（664年10月3日），卢丛璧在万年县兴宁里私人住宅中去世，虚岁六十三。唐高宗为之哀悼，停止朝会三天，诏令将卢丛璧葬在京城，丧事所需的物品都由官府供给，又赐给二百段物品，二百石米粟，派一名五品官监护丧事。麟德二年岁次乙丑二月癸酉朔一日癸酉（665年2月20日），卢丛璧葬于雍州万年县洪原乡少陵原。

## 家庭

### 曾祖
- 卢柔，西魏中书监、开府仪同三司、容城伯，北周内史[1]

### 祖父
- 卢恺，隋朝礼部尚书、代理吏部尚书、开府仪同三司、容城侯[1]

### 父亲
- 卢法寿，隋朝博州堂邑县县令、泗州司马[1]

### 丈夫
- 杜才干，唐朝滑州总管、宗贝二州刺史、上柱国、平舆郡开国公[1]

### 子女
- 杜静弘[1]